# 格兰布林 (路易斯安那州)
格兰布林（英語：Grambling），是美国路易斯安那州下属的一座城市。根据2010年美国人口普查，该市有人口4,949人。格兰布林州立大学位于此地。